# Мосунов, Михаил Юрьевич
Михаи́л Ю́рьевич Мосуно́в (род. 27 ноября 1963, Йошкар-Ола, Марийская АССР, РСФСР, СССР) — советский и российский эстрадный певец, автор песен, музыкант. Солист-вокалист Марийской государственной филармонии имени Якова Эшпая (с 1998 года). Лауреат Всероссийского телевизионного конкурса «Песня России» (1996), дважды победитель Всероссийского телевизионного фестиваля солдатской песни «Виктория» (1999, 2001). Народный артист Республики Марий Эл (2005), заслуженный артист Республики Марий Эл (1998).

## Биография
Родился 27 ноября 1963 года в Йошкар-Оле Марийской АССР. Окончил среднюю школу № 10 Йошкар-Олы и ГПТУ № 13 по специальности «Электрик». Служил в рядах Советской армии. Работал водителем на заводе «Торгмаш».
С 1983 года — музыкант-профессионал. В 1993 году заочно окончил исторический факультет Марийского педагогического института имени Н. К. Крупской. С 1998 года является солистом-вокалистом Марийской государственной филармонии имени Якова Эшпая.
В настоящее время живёт и работает в Йошкар-Оле.

## Музыкальная деятельность
Музыкой увлёкся с детства, во время учёбы в средней школе № 10 Йошкар-Олы, где выступал в школьном вокальном-инструментальном ансамбле и школьном хоре.
С середины 1980-х годов был вокалистом музыкальной группы «Впечатление» при Дворце культуры им. М. И. Калинина в Йошкар-Оле. В составе этой группы стал участником Всесоюзного телевизионного эстрадного конкурса «Юрмала-87».
Во второй половине 2010-х годов стал вокалистом йошкар-олинской рок-группы «Апперкот». Сейчас этот музыкальный коллектив исполняет и свои песни, и кавер-версии известных мировых рок-произведений в переводе на русский язык. Группа дала несколько концертов под названием «Рок в опере» совместно с Марийским театром оперы и балета имени Эрика Сапаева.
Является автором более 8 песенных альбомов.
Так, в 1994 году выпустил магнитофонный альбом «Дорога», записанный на студиях в Эстонии (Таллин) и Финляндии (г. Форса). Также записаны 3 альбома духовной музыки (госпел).
В 1990-е годы побывал с гастролями в Эстонии и Финляндии. Является постоянным участником многих песенных конкурсов и фестивалей. В 1996 году с песней «Зимний карнавал» стал лауреатом Всероссийского телевизионного конкурса «Песня России» в Москве. Был дважды победителем Всероссийского телевизионного фестиваля солдатской песни «Виктория» в Москве: в 1999 году в дуэте с Юрием Зориным исполнил песню «За того парня» и завоевал приз зрительских симпатий, а в 2001 году стал обладателем Гран-при этого фестиваля.
Активно выступает с благотворительными концертами в Республике Марий Эл и за её пределами. Участник Республиканского песенного фестиваля «Чолга шӱдыр» («Немеркнущая звезда»).
Написал несколько песен, посвящённых своей малой Родине ― городу Йошкар-Оле.
По собственной оценке, поёт многооктавным тенором.

## Звания и награды
- Лауреат Всероссийского телевизионного конкурса «Песня России» (1996)[1][2][3]
- Заслуженный артист Республики Марий Эл (1998)[3]
- Победитель Всероссийского телевизионного фестиваля солдатской песни «Виктория» (1999, 2001)[1][2][3]
- Народный артист Республики Марий Эл (2005)[3]